# Neuburg am Rhein
Pour les articles homonymes, voir Neuburg.
Neuburg am Rhein est une municipalité de la Verbandsgemeinde Hagenbach, dans l'arrondissement de Germersheim, en Rhénanie-Palatinat, dans l'ouest de l'Allemagne.

## Situation

Localisation de Neuburg am Rhein dans la Verbandsgemeide et dans l'arrondissement.

## Situation géographique
La communauté est située dans le coin sud-est de la Rhénanie-Palatinat, entre le Rhin et Lauter. Rheinstetten (Neuburgweier), Au am Rhein (district de Rastatt) et Karlsruhe (Daxlanden) se trouvent sur la rive opposée du Rhin.

## Tourisme
Une particularité de la ville : les églises protestantes et catholiques se font directement face. A noter que dans l’église catholique romaine St. Remigius se trouve le plus vieil orgue conservé du facteur d’orgue Michael Stiehr : il date de 1786.